# 千葉県道18号成田安食線

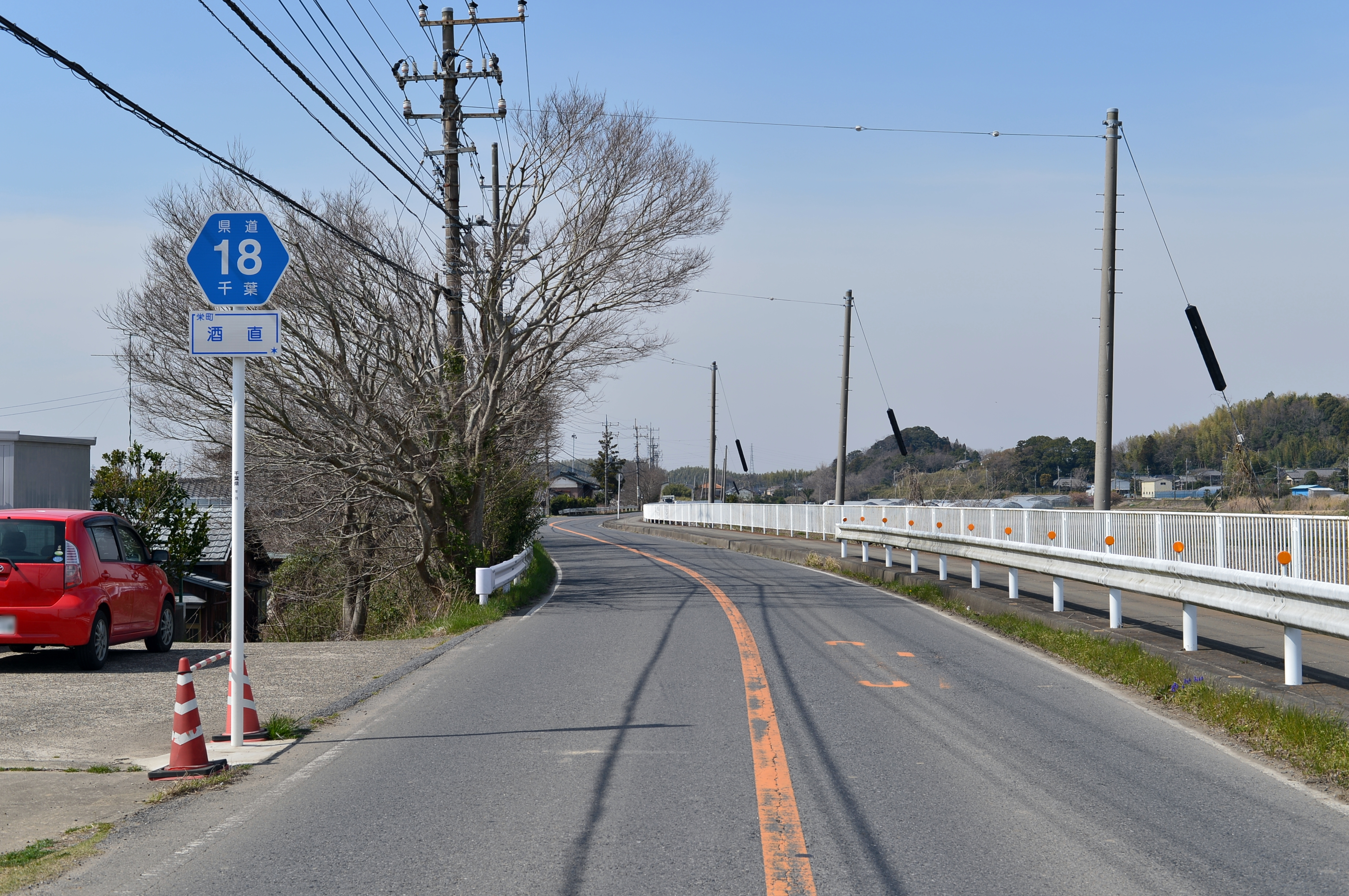
千葉県道18号成田安食線
印旛郡栄町酒直（2015年3月）

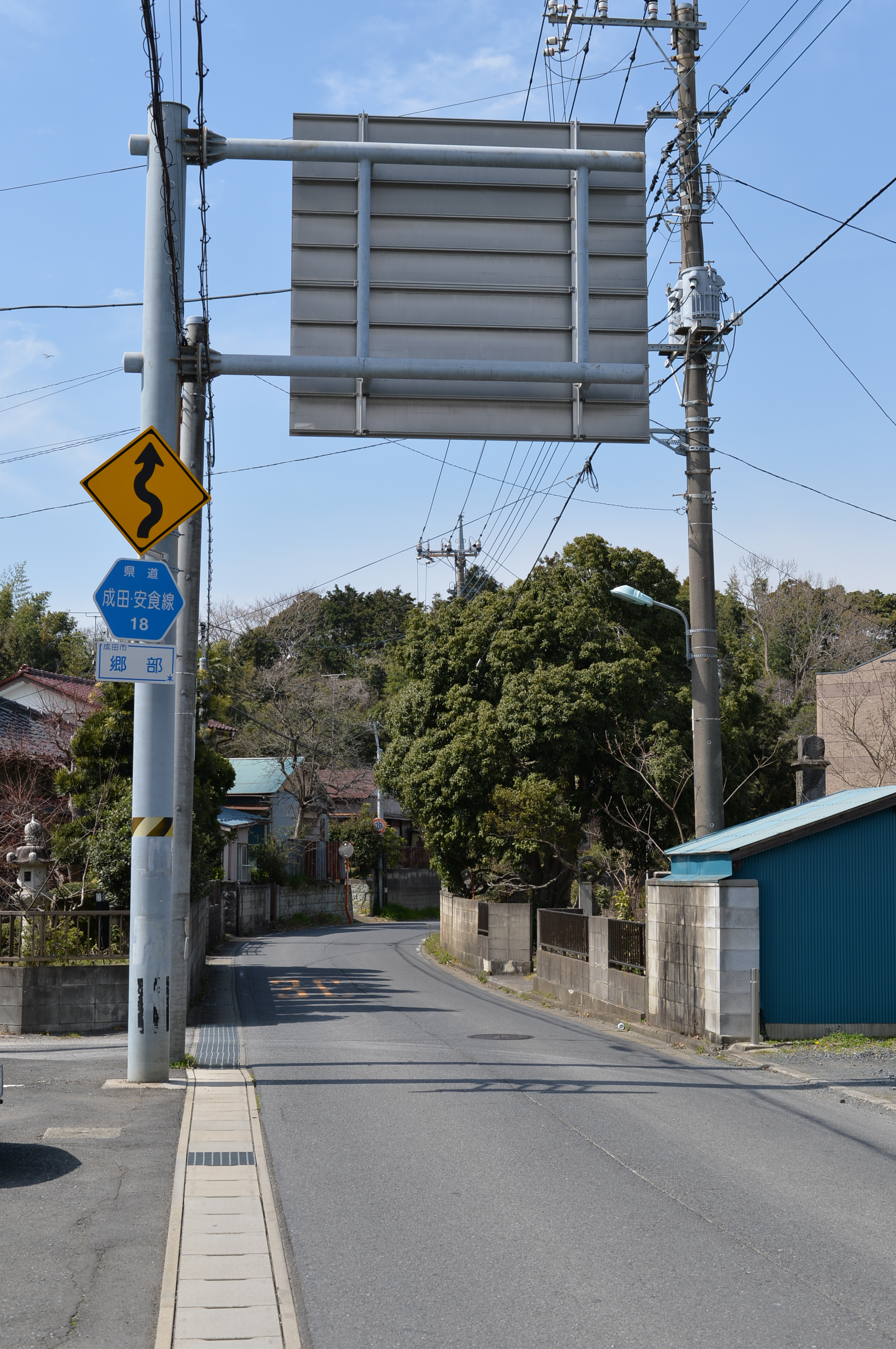
旧道区間
成田市郷部交差点付近
（2015年3月）

千葉県道18号成田安食線（ちばけんどう18ごう なりたあじきせん）は、千葉県成田市の、国道408号との交点である「成田山裏門入口」交差点を起点とし、千葉県印旛郡栄町安食の、国道356号との交点である「安食」交差点を終点とする主要地方道である。

## 概要
我孫子から成田方面へ至る成田街道の一つとして江戸時代には街道が確立していた。
高度経済成長期以降は、整備にあたり成田国際空港周辺整備のための国の財政上の特別措置に関する法律（成田財特法）による補助金のかさ上げの適用を受けている。
旧道に関しては、バイパスの開通に伴い現在は、成田市・栄町の両市町に移管されている。

### 路線データ
- 起点：千葉県成田市、「成田山裏門入口」交差点
- 終点：千葉県印旛郡栄町安食、「安食」交差点
- 総延長：（成田土木事務所管内：12.449 km[2]、印旛土木事務所管内：*.* km）
- 重用延長：（成田土木事務所管内：0.190 km、印旛土木事務所管内：*.* km）
- 未供用延長：なし
- 実延長：（成田土木事務所管内：12.259 km[2]、印旛土木事務所管内：*.* km）

## 路線状況

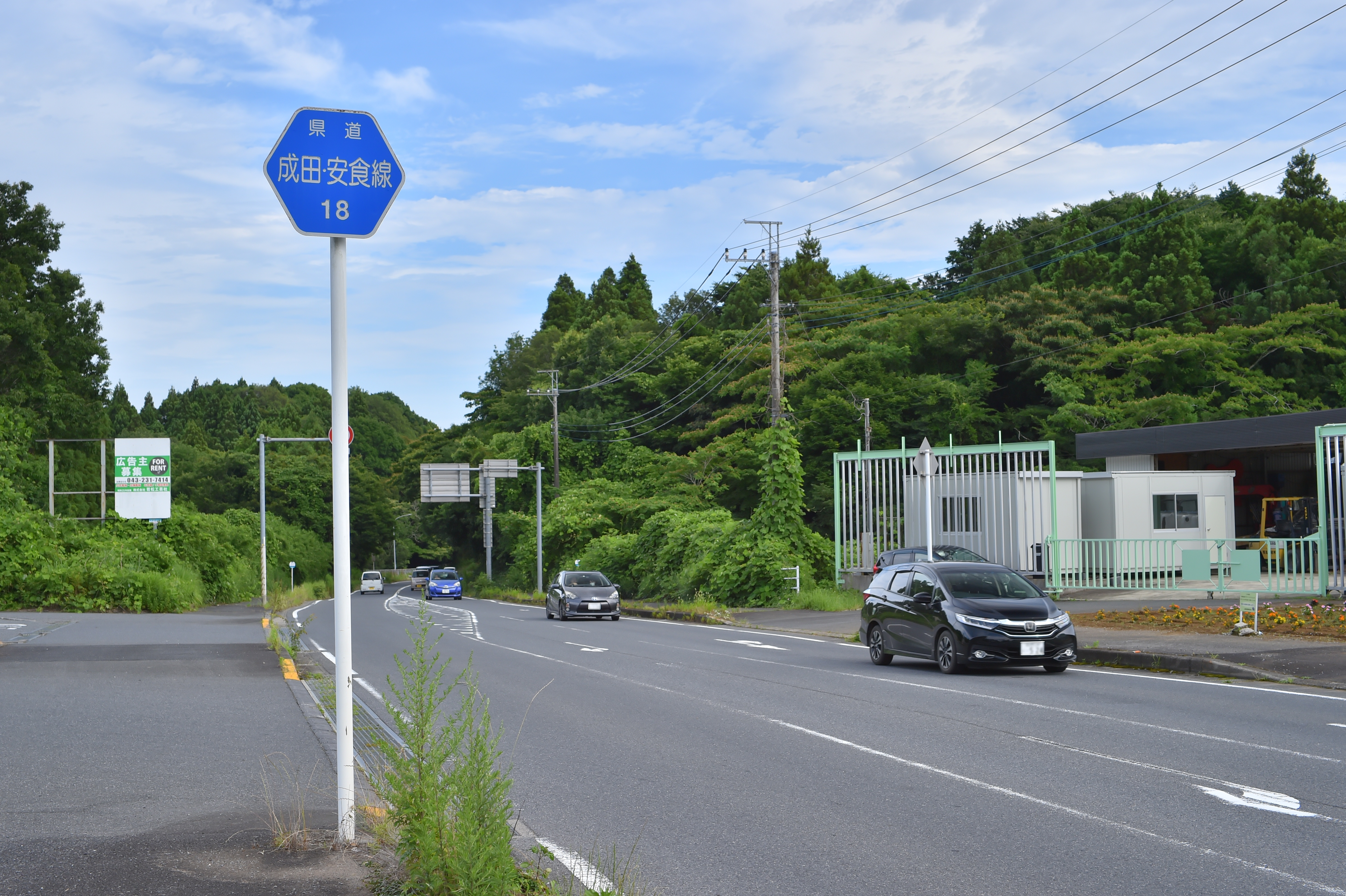
成田安食バイパス（2024年6月）

### 別名
- 松崎街道（旧道）
- 西参道三の宮通（旧道）
- 成田安食バイパス（現道）

### 重複区間
- 国道408号（成田市土屋、「成田山裏門入口」交差点 - 成田市、「土屋」交差点）

## 地理

### 通過する自治体
- 千葉県
  - 成田市
  - 印旛郡栄町

### 交差する道路
- 現道
  - 国道408号（起点、成田市土屋、「土屋」交差点）
  - 千葉県道18号成田安食線（旧道）（起点、千葉県印旛郡栄町安食）
  - 国道356号（終点）
- 旧道
  - 千葉県道206号下総松崎停車場線（成田市大竹）